# 테르산드로스
테르산드로스(Thersander)는 그리스 신화에 나오는 테베의 왕이다. 오이디푸스의 아들 폴리네이케스와 아르고스 왕 아드라스토스의 딸 아르게이아 사이에서 태어났다. 폴리네이케스는 형제인 에테오클레스가 교대로 테베를 다스리기로 한 약속을 어기고 왕위를 독차지하자 아드라스토스의 지원을 얻어 테베를 공격하였다. 폴리네이케스는 에테오클레스와 결투를 벌이다 함께 전사하였고 테베 공격은 실패로 돌아갔다. 10년이 흐른 뒤 폴리네이케스와 함께 테베를 공격했던 일곱 장군들의 후손인 에피고노이가 다시 테베를 치려고 하였다. 테르산드로스는 암피아라오스의 아들 알크마이온을 가담시키기 위하여 그의 어머니 에리필레에게 뇌물을 주어 매수하였다. 즉 조상인 하르모니아가 결혼식 때 입던 의상을 주고 아들이 원정에 참가할 수 있도록 힘써 달라고 부탁한 것이다. 에피고노이의 공격은 성공하여 테베를 함락시켰으나, 전쟁의 여파로 도시는 황폐해지고 피난을 떠난 시민들은 돌아오지 않았다. 테베 왕에 오른 테르산드로스는 피폐해진 도시를 재건하여 피난간 테베인들이 안심하고 돌아올 수 있도록 힘썼다. 그 뒤 테르산드로스는 트로이 전쟁이 일어나자 그리스 연합군의 일원으로 참전하였다. 그리스군은 트로이로 향하다 항로를 잘못 들어 미시아에 상륙하고는 그곳을 트로이로 착각하였다. 이 때 테우트라니아를 다스리던 헤라클레스의 아들 텔레포스는 프리아모스의 사위로서 트로이를 지원하였다. 그리스군은 텔레포스의 군대와 싸움을 벌이게 되었고 테르산드로스는 이 싸움에서 텔레포스의 창에 찔려 죽었다. 그의 시신은 에라이아라는 곳에 묻혔다고 한다. 암피아라오스의 딸 데모나사와 결혼하여 낳은 아들 티사메노스가 테베 왕위를 이었다.